# Ахмед Нијази-бег
Ахмед Нијази-бег (тур. Resneli Ahmet Niyazi Bey, алб. Ahmet Njazi Bej Resnja); Ресан, Македонија, 1873 — Валона, Албанија, 17. април 1913) је био османски војник и политичар.
По пореклу Албанац.
Управитељ Ресна, био је покретач Младотурске револуције 1908. године. Нијази је био један од јунака Младотурске револуције 1908 . године. Сузбијавши османску контракцију из 1909. и преузео је главну улогу у оба дешавања.